# Hansson & Karlsson (musikalbum)
Hansson & Karlsson är ett samlingsalbum med duon Hansson & Karlsson som släpptes 1998.
Albumet innehåller samtliga låtar från albumet Monument, släppt 1967, (spår 1–6), sex låtar från albumet Man at the Moon, släppt 1969, (spår 7–12). "Canada Lumberyard" som var B-sida till singeln Lidingö Airport släppt 1967 samt låten "I Love, You Love" från albumet Rex från 1968.

## Låtlista
Samtliga låtar skrivna av Bo Hansson och Janne Carlsson, om annat inte anges.
1. "Richard Lionheart" – 4:17
2. "Triplets" – 4:54
3. "Tax Free" – 7:17
4. "February" – 7:16
5. "Collage (Towards Brave New Goals – Unknown – Valsette)" – 8:52
6. "H.K. Theme" – 2:54
7. "Pick-Up" – 2:30
8. "Lift-Off" – 3:52
9. "Space" – 2:42
10. "Time" – 0:44
11. "Brain" – 2:55
12. "Discovering" – 0:57
13. "Canada Lumberyard" (Bo Nilsson) – 4:16
14. "I Love,You Love" – 13:54

Total speltid: 67:29

## Medverkande
- Bo Hansson – orgel
- Janne Carlsson – trummor och slagverk